# Agustín Reche
Agustín Reche Mora (Guadix, Granada, 28 de mayo de 1954) Ubicado en el hiperrealismo español, es definido como "pintor realista, cronista de la ciudad dedicado a captar las vistas de Bilbao" ciudad en la que reside desde 1967. A partir de 1979 y hasta 2016, ha impartido clases como profesor en la Facultad de Bellas Artes de Bilbao , en el departamento de pintura.
En el contenido de su obra se encuentra latente la pérdida de importancia del presente, lo escurridizo del tiempo y la impotencia del ser humano de no poder controlarlo. Aunque proviene de una tradición pictórica realista academicista, sus escaparates por la forma de reconstruir el espacio, nos acercan al mundo de la abstracción.

## Biografía

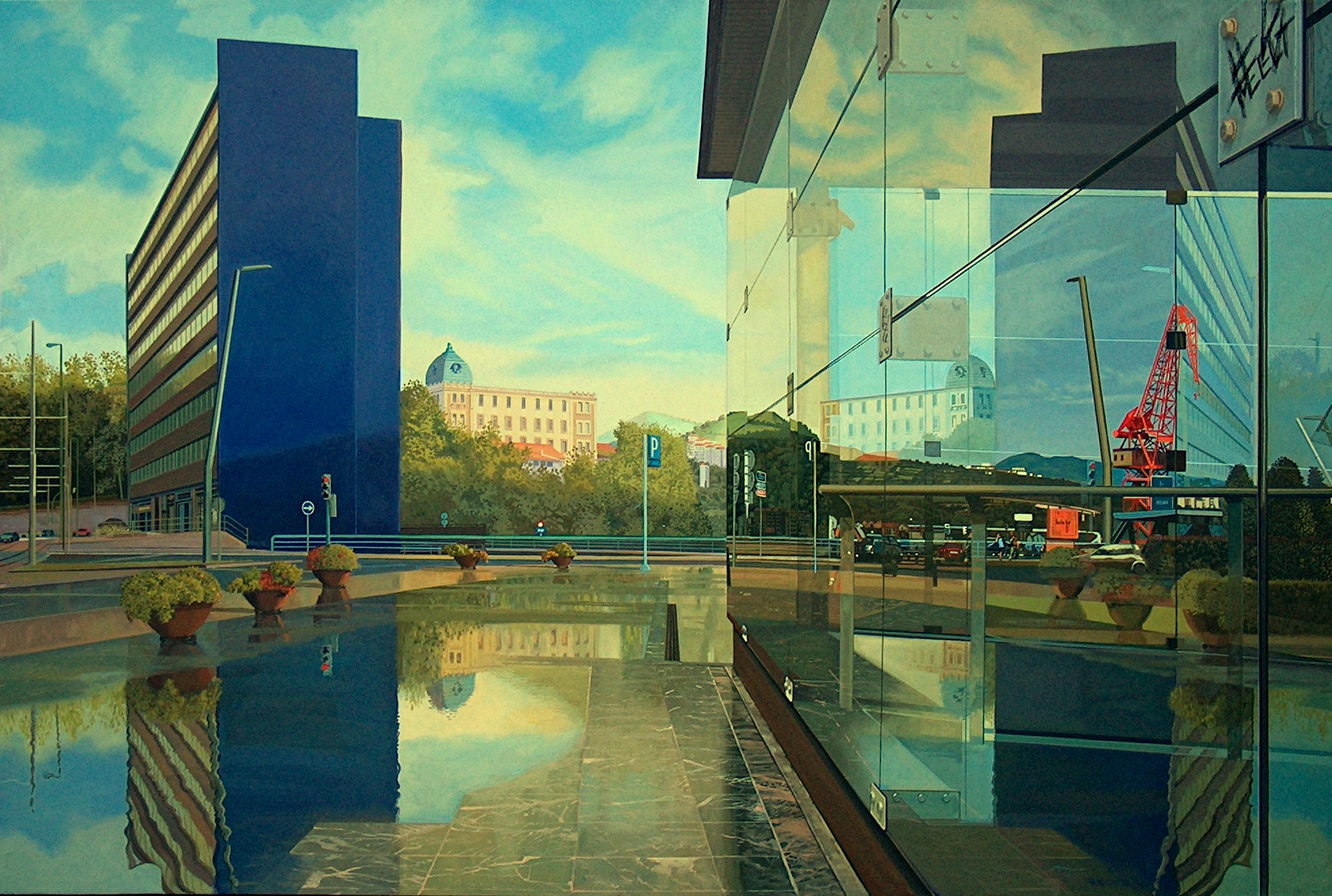
Euskalduna hacia la Misericordia.

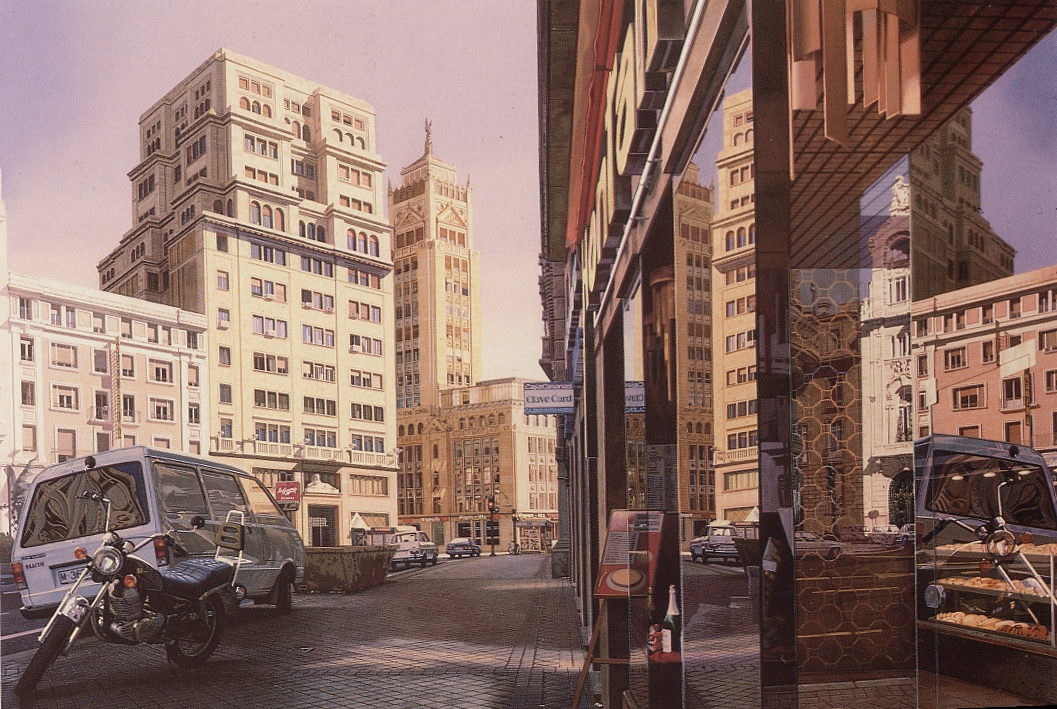
Calle Sevilla.

### Formación académica y actividades docentes
- 1961 Comienza sus estudios en el Colegio de los Salesianos de Salamanca.
- 1964 Bachillerato en el Colegio Lourdes de los Hermanos La Salle de Valladolid.
- 1967 Junio traslado a Bilbao, continua sus estudios en el Colegio Santiago Apóstol de Bilbao.
- 1971 Comienza estudios de derecho en la Universidad de Deusto de Bilbao.
- 1972-1975 Estudios de Derecho en la Facultad de derecho de Valladolid Facultad de derecho.
- 1973 Curso de Pintura y Dibujo en la Academia Leonardo da Vinci de Bilbao.
- 1974 Curso de Dibujo en el Museo de Reproducciones Artísticas de Bilbao Museo de reproducciones, con el profesor Manuel Balsa.
- 1974 Inicia estudios universitarios en la Escuela Superior de Bellas Artes de Bilbao, profesores Paco Juan y Luis Badosa.
- 1978 Finaliza sus estudios en la Escuela Superior de Bellas Artes de Bilbao. Imparte curso de Pintura y Dibujo como profesor colaborador en la Universidad Popular de Recalde de Bilbao.
- 1979 Trabaja como profesor ayudante en la asignatura de Preparatorio de Colorido en la Facultad de Bellas Artes de Bilbao, UPV/EHU
- 1986 Desarrolla un Seminario sobre:"Proyectos de cuantificación subjetiva de las armonías cromáticas".
- 1988 Seminario:"Sistemas aleatorios en proyectos pictóricos".
- 1990 Doctor en Bellas Artes por la Universidad del País Vasco, lectura de su Tesis doctoral: "La representación pictórica del espacio urbano", Director Joan Sureda i Pons.
- 1991 Profesor titular de la Facultad de Bellas Artes de Bilbao EHU/UPV.

### Premios y Concursos
- 1974 Museo de Reproducciones Artísticas. I Concurso Exposición de Copistas, 2.º Premio: "La Venus de Madrid".
- 1975 Accésit "I Certamen de Pintura" Bilbao, Parque de Atracciones. Cuarto Premio “Arte Joven del Norte IV” Bilbao. Corte Inglés. 2.º Certamen Vasco Navarro. Bilbao. Museo de Bellas Artes.
- 1976 1.º y 2.º Premios “V Concurso Nacional Universitario”. Alicante. Bienal Plástica de Pintura y Escultura. Vitoria. Medalla “Arte Sport 76” . Bilbao . Museo de Bellas Artes.
- 1977 1.º y 2.º Premios “ VI Certamen Nacional Universitario” Valladolid. VI Bienal Internacional. Madrid. “III Certamen Vasco Navarrode Pintura”. Bilbao Museo de Bellas Artes.
- 1978 2.º Premio “Certamen Nacional”. Granada. V Concurso Nacional “Blanco y Negro” Madrid.
- 1979–80 “IV Bienal de Pintura” Itinerante Vizcaya.
- 1980 VI Concurso Nacional “Blanco y Negro”. Madrid. Centro de Cultura.
- 1982 “Arteder 82” Bilbao. Feria de Muestras.
- 1986 “Bizkaiko Artea 1986”. Bilbao
- 1987 “ Bienal de Pintura”- Murcia.
- 1988 “IX Convocatoria “ Alicante. “X Premio Blanco y Negro”. Madrid
- 1989 “I Concurso Banco Hispano Americano” Bilbao. San Sebastián

### Exposiciones colectivas
- 1978 “Facultad de Bellas Artes de Bilbao. 5º curso”. Bilbao y Tudela.
- 1980 “Homenaje a Nicaragua”. Caja de Ahorros Municipal. Bilbao.
- 1982 “Figuración Vizcaina Actual”. Bilbao.
- 1983 “Colectiva Autorretratos”. Bilbao. “Damnificados Inundaciones”. Bilbao.
- 1984 “A través de Arteta”. Galería Windsor . Bilbao.
- 1986 “Campaña contra el hambre”. Bilbao.
- 1987 “Campaña contra el hambre”. Vitoria. “Arte en Bizkaia”. Bilbao.
- 1988 “Pintura contemporánea del País Vasco”. Olot (Gerona).
- 1990 “Colectiva Los 80” Bilbao. “14 Profesores de Bellas Artes”. Ferrol (La Coruña). “El paraguas en el arte”. Éibar (Guipúzcoa). “Arquitectura Neoclásica en el País Vasco”. Museo de Bellas Artes. Bilbao.
- 1992 “Viejos y nuevos aires del paisaje”. Bilbao. “Colección Saenz de Gorbea”. Igorre (Bizkaia).
- 1996 “Fundación Gizakia. Proyecto hombre”. BBK. Bilbao. “El automóvil en Bizkaia”. BBK. Bilbao.
- 1998 “Athletic Club. Arte en la Catedral”. Sala Rekalde. Bilbao. “La Ría, una razón de ser”. BBV. Bilbao. “Cornisa Cantábrica”. J.M. Lumbreras. Bilbao.
- 1999 “Espacios para el diálogo”. J. M. Lumbreras. Bilbao.
- 2004 “Por amor al arte”, Galería J. M. Lumbreras, Bilbao.
- 2005 Exposición solidaria de UNICEF, Aula de Cultura BBK Elcano, Bilbao.
- 2007 Proyecto hombre- Fundación Gizakia, Aula de Cultura BBK Elcano, Bilbao.

### Exposiciones individuales
- 1977 Caja de Ahorros Vizcaína. Bilbao
- 1980 Caja de Ahorros de Navarra. Tudela (Navarra)
- 1981 Galería Ovidio. Madrid. Caja de Ahorros de Navarra. Burlada (Navarra)
- 1982 Galería Aritza. Bilbao
- 1985 Galería Windsor. Bilbao
- 1988 Sala Barraincúa. Bilbao
- 1997 “Bilbao AG” J.M.Lumbreras. Bilbao. Sala Luis de Ajuria. Vitoria
- 2000 J.M.Lumbreras galería de J.M. Lumbreras. Bilbao
- 2003 J.M.Lumbreras. Bilbao
- 2004 Ángeles Penche. Madrid
- 2005 Gabarró. Sabadell
- 2009 Galería Juan Manuel Lumbreras. Bilbao

### Obra en Colecciones Públicas
- Diputación de Vizcaya. "Homenaje a Larrea".
- Ayuntamiento de Bilbao. "Arriaga 2".
- Banco Santander (antiguo Hispano Americano) "Italia".
- Plaza Toros de Vista Alegre Plaza Toros de Vista Alegre Bilbao."Cartel de la Semana Grande de Bilbao 1997".
- Escuela Ingenieros Industriales Bilbao. "Álvarez Isasi", "Pedro Larrea" y "Javier Muniozguren".
- Bilbao Ria 2000. "Euskalduna en ruinas".
- Parlamento Vasco, Vitoria. "Juan María Atutxa".

## Periodos artísticos
Si bien se ha podido establecer un orden cronológico que ha situado la totalidad de las obras en tres periodos, las tipologías de los estilos y lenguajes practicados por Reche, no participan exactamente de ese mismo orden pues se simultanean en el tiempo. Esta diversidad de estilos y lenguajes pictóricos la encontramos también en Henri Matisse, Pablo Picasso , Giorgio de Chirico y Gerhard Richter. Aun así, tras el análisis de las obras y la detección de los aspectos constantes que conforman los grupos, podemos establecer un orden cronológico en la aparición de las tendencias practicadas: Naturalista, Expresionista, Pop, Surrealista e Hiperrealista.

### Iniciación (1963 - 1972)
Etapa autodidacta, temas naturalistas con un carácter expresionista. El pintor explora la representación de los diferentes motivos del natural - seres, objetos y sitios- dentro de un respeto por las formas y colores locales. Ya se puede apreciar su visión analítica del arte, desde la influencia postimpresionista y por su interés de plasmar la realidad con un estilo constructivo y descriptivo de la forma. Practicará también la tendencia expresionista y experimentará en esos tipos de deformaciones, exageraciones, o manipulaciones subjetivas en la representación del referente exterior.

### Etapa de Formación y Experimentación (1972 - 1985)
Las obras naturalistas evolucionan hacia el realismo. Este segundo periodo, en cuanto a las selecciones que realiza el pintor dentro del mundo del arte, a la consolidación de su carácter investigador y al alcance de su nivel de representación de análisis, comienza su desarrollo profesional. Expone por primera vez individualmente, y consigue varios premios en concursos de rango nacional en Bilbao, Alicante, Valladolid, Granada. También participa en numerosas exposiciones colectivas, en el Palacio de Velázquez, Centro Cultural de la Villa, actualmente Teatro Fernan Gómez Madrid y el Museo de Bellas Artes de Bilbao Museo de Bilbao. En los primeros años de este periodo el pop-art será otro de los lenguajes que adopte, tematiza las cualidades gráficas bidimensionales de la imagen. Dentro de la tendencia surrealista, el pintor construye imágenes con referentes no reales, muy subjetivos, composiciones con lenguajes derivados del cubismo.

### Consolidación (1986 - 2010)
Reche Página de Reche comienza su compromiso como pintor hiperrealista con la obra "Cafetería Windsor" el año 1986, al optar por este estilo contemporáneo, el hiperrealismo, consigue expresar aspectos de la realidad, sobre todo a través de los motivos urbanos actuales. Esta representación ofrece un alto grado de visión del referente, gran claridad visual, y una enorme densificación de la superficie del plano de representación. Mantiene este lenguaje, aunque simultáneamente pueda representar en pequeños tamaños otros lenguajes, siempre afines al realismo. Para conseguir el máximo aspecto de realidad Reche persigue la representación del motivo con un alto nivel de iconicidad, que procede de la documentación fotográfica, representándolo dentro de una pensada composición formal.

#### La temática
La temática del paso del tiempo se aborda dentro del lenguaje hiperrealista retratando imágenes contemporáneas en la conciencia de que van a desaparecer, lo que supone la pérdida de importancia del presente. En alguna de sus obras se hace patente el tema de "la Vánitas" a través de la representación de las obras en la ciudad, como en "Euskalduna en ruinas" y de "la fugacidad de la vida" como en  "Obras del Metro".
En algunos cuadros ha representado versiones imaginarias del paso del tiempo como ocurre en  "El nuevo San Mamés" y en "Crepúsculo".Otro aspecto importante en su pintura es la incorporación imaginaria de reparaciones en la calle, que podemos observar en muchas escenografías de sus cuadros, como en "Ercilla hacia la Plaza Moyua".
La estética de la arquitectura, siempre referida a un momento concreto de la historia, expresa su relación atemporal con el hombre: el entorno en el que se ve inmerso, el que verá comenzar y después desaparecerá, dentro de unos espacios que le son ajenos, ya vividos por otros en el pasado y que otros vivirán en el futuro; la arquitectura como un marco donde
suceden diversos ciclos vitales. Los edificios en construcción, las obras en la ciudad, son un retrato del paso del tiempo. La destrucción o la ruina son la huella que queda con el transcurso de los años. Los coches suponen su relación biográfica con el tiempo, son una posibilidad, la huida y la libertad. Debido a su carácter escultórico, como representación del diseño contemporáneo, también los utiliza para concentrar el interés visual en algunas partes de la composición compensando las masas arquitectónicas y que en sí mismas tienen el mayor atractivo del cuadro.

#### El Motivo
El motivo del espacio urbano no sólo refleja un interés arquitectónico y documental sobre este tipo de espacio, (biográfico, desde el interior de la ciudad con sus edificios) sino que subraya varios aspectos: la importancia de su arquitectura -edificios que estuvieron allí en ese momento y hoy pueden haber sido derribados-, planteando al espectador nuevas maneras de contemplar la ciudad.

#### El Carácter
El carácter se expresa a través de tres elementos plásticos que más se alejan de la expresión fotográfica y que más la corrigen: el color. el espacio y la luz, a través de los cuales podemos detectar las dos influencias pictóricas fundamentales en este artista: Richard Estes  y Canaletto , dos caracteres diferentes dentro de la representación de motivos urbanos. Otros pintores de influencia menor, pero no menos importante en la representación del paisaje son: Bernardo Bellotto y Jan van der Heyden dentro de la corriente dieciochesca, De Chirico, Delvaux, Ernest, Dalí... desde el surrealismo. Otras influencias contemporáneas son Gerhard Richter (en lo referente a la tematización de lo visual), Edward Hopper (soledad) y Ralph Goings  (reflejos).

#### El color
El color en sus imágenes, expresa efectos subjetivos, forzados hacia diferentes expresiones, mostrando un determinado momento de la luz solar y una determinada armonía cromática. Utilizando siempre una amplia paleta, la superficie adquiere una especial vibración, que se acerca a la organización del impresionismo con abundancia de fragmentaciones de los campos cromáticos, y con numerosos matices que en ellos encontramos.

#### La luz
Se expresa a través de diseños de claroscuro claros sin llegar al sistema de luces barroco (máximo contraste).
La gran cantidad de detalles de las formas en las zonas en sombra, hacen que resulten visualmente más claras, alejándole del carácter fotográfico.

### Realismo
Cabe señalar este lenguaje como la etapa más extensa y productiva en Reche y dentro de ella clasificar las obras en dos apartados:

#### Realismo Historicista
Basado en imágenes que vuelven la mirada al pasado como fuente de inspiración, recordando la estética y valores del pasado y cuya finalidad es plasmar la pérdida de importancia del presente. Ese acercamiento al pasado se realiza o bien por los aspectos formales: motivo, composición, armonía... "Bilbao. La Naja 1902", "Reparaciones en el muelle" o por el contenido, "Museos Capitolinos. Roma" y  "Reche. Museo de reproducciones y D Manuel Balsa 1999".

#### Realismo objetivo-fotográfico
Retrata imágenes contemporáneas en la conciencia de que van a desaparecer. El objetivo perseguido es la identificación entre cuadro y realidad, no entre cuadro y fotografía. El pintor no imita, escoge, selecciona, ordena y traduce informaciones gráficas de la realidad. Esta operación abstracta se condensa en un cuadro de aspecto fotográfico, donde la manipulación es evidente. Se debe observar también la densidad y variedad de formas, objetos o signos que utiliza y que dan al conjunto una expresión barroca. Las imágenes están llenas de efectos lumínicos, reflejos, penumbras con gran cantidad de detalles, metales, transparencias, brillos, destellos... . La textura del lienzo es imperceptible, permite la contemplación de la realidad con una nitidez máxima. La ocupación espacial, en el reparto de masas son los edificios los que ocupan la mayor parte de la extensión del lienzo, seguidos por el suelo y el cielo. Los pesos visuales están representados por contrastes cromáticos y acromáticos.
- En algunos de sus cuadros Reche sitúa connotaciones relativas a la "Historia de la Pintura" o a la pintura misma, así como a lugares que contienen connotaciones sentimentales.

- En 1984 la cafetería y sala de exposiciones Windsor, realizó una exposición colectiva de artistas contemporáneos, con motivo de homenajear al pintor vasco Aurelio Arteta.[10] Reche coloca en el escaparate de "Cafetería Windsor 86" un cuadro de Arteta perteneciente a la serie de "Pescadores".

- En Algorta II, muestra en primer plano un portal que hace las funciones plásticas de escaparate. En el mismo, Reche coloca un cuadro de Brueghel con temática invernal, contrastando con la representación del paisaje veraniego que aparece en el cuadro.

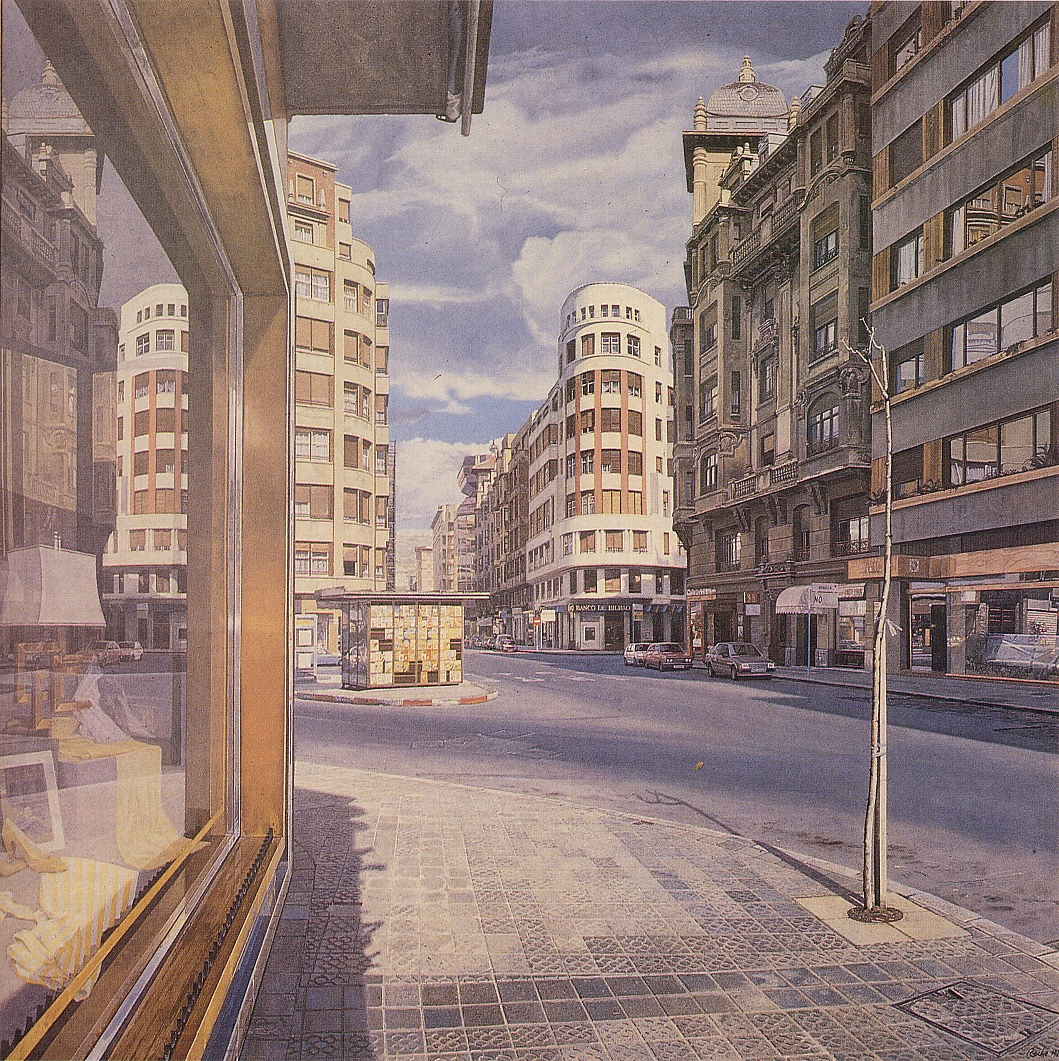
Ercilla.

- En el escaparate de "Galería Bay Sala", muestra obras del pintor vasco Elías Garralda,[11] junto a un libro dedicado al mismo pintor. Es una galería muy frecuentada por Reche, especializada en obras de artistas relacionados con el impresionismo y el postimpresionismo.

En "Ercilla" 86, coloca un cuadro de Giorgio de Chirico en el escaparate del primer plano, pintor metafísico que compone espacios con mezclas de perspectivas y escalas diversas significativas estudiadas por Reche., en el kiosco central se exponen numerosos ejemplares del cómic Tintín de Hergé y el árbol estratégicamente colocado nos indica, mediante una rama, el domicilio donde vivió el pintor por última vez con sus padres.
Este cuadro recuerda al vedutismo, siglo XVIII, por la manera de ver el espacio: desde arriba, con un punto de vista elevado, como algo que informa de un territorio "vista del lugar", utiliza como recurso espacial una marcada perspectiva lineal, plantea dos fachadas escorzadas estableciendo las distancias escalonadas suavemente desde el primer plano hasta un punto en la lejanía que detiene la mirada.
El escaparate marca una dinámica espacial: el contraste de la perspectiva lineal con este espacio cubista, formado por superposiciones e intersecciones y cruzamientos de paredes, suelos, planos de cristal de ventanas o puertas, y los reflejos y dobles reflejos de todo ello entremezclado, recuerdan los planos transparentes interseccionados de la cuarta dimensión, al mismo tiempo nos sitúa en un espacio donde se da la circunstancia de que lo que tenemos delante, al mismo tiempo está también detrás.
 
El ojo al mirar un reflejo sobre un cristal solo es capaz de enfocar una imagen, el reflejo o el interior, pero el pintor tiene en su mano plasmar en un cuadro ambas miradas a la vez, convirtiendo la realidad en una fantasía, planteando el juego de realidad/irrealidad.
"La realidad y los reflejos de realidad se hacen indistinguibles los unos de los otros, incluso la realidad se convierte en una fantasía, en vez de ser detalles que objetivamenten expliciten la realidad."
Las figuras en los cuadros permiten al espectador construir historias a su alrededor, al prescindir de ellas , es más pura la experiencia visual sobre el espacio urbano, sin renunciar nunca a ellas, su presencia se hace más notoria en las últimas obras.
Los cuadros presentados, además de la riqueza pictórica y del nivel de iconicidad que contienen, presentan un valor documental que puede interesar a otros ámbitos que no son sólo el artístico como: el arquitectónico, el histórico... ya que dejan constancia de los cambios acontecidos con el paso del tiempo.
La modificación de un reflejo, un traslado, la posición de una luz, o el poner o quitar un automóvil, son cambios demasiado sutiles para alterar sustancialmente a uno su respuesta hacia las pinturas, se deben al sentido intuitivo del propio pintor, al equilibrio y a la tensión que, obviamente, no puede ser considerado tan simple como una confirmación de veracidad o una reproducción de la realidad.